# Smith W. Brookhart

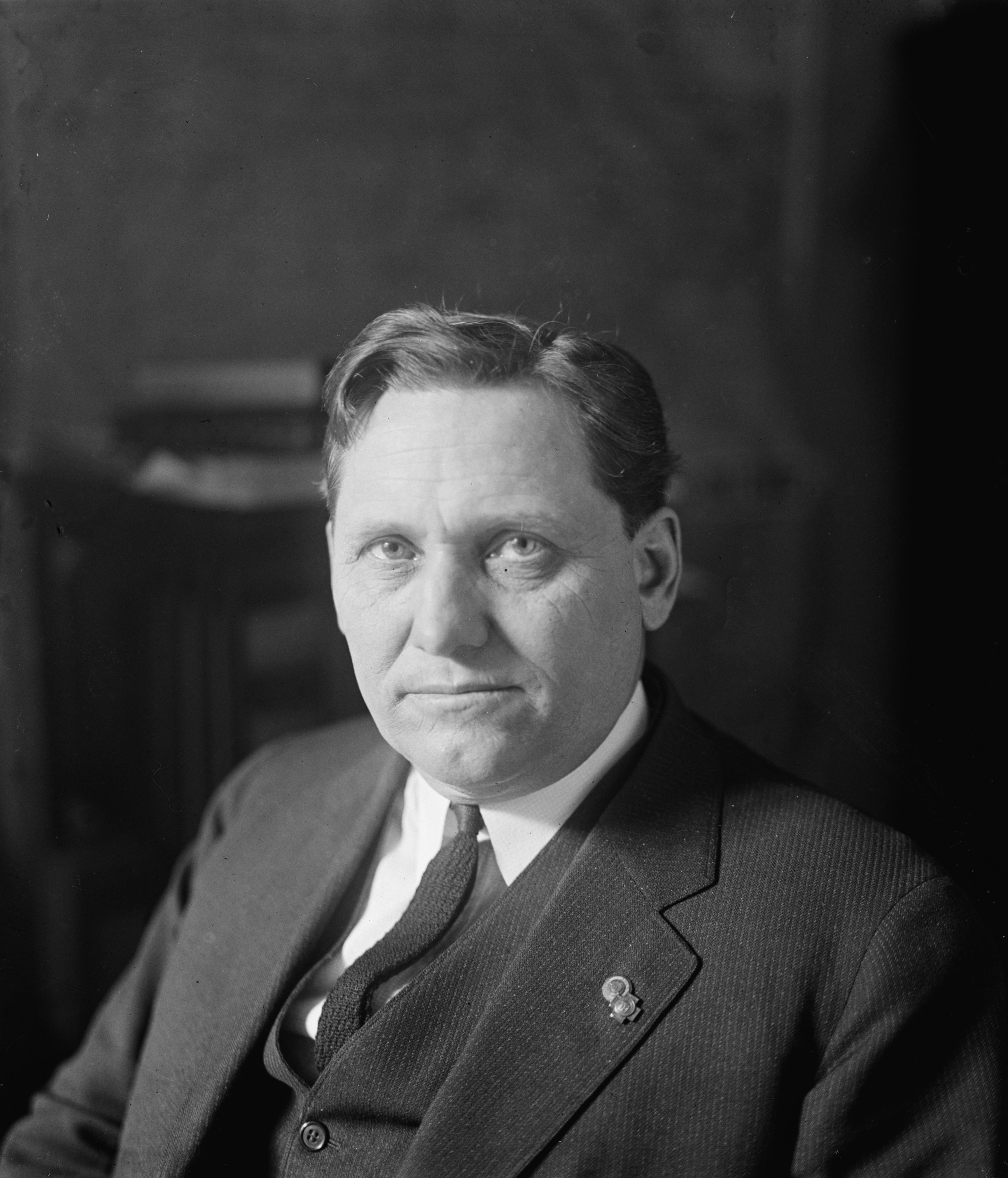
Smith W. Brookhart

Smith Wildman Brookhart (* 2. Februar 1869 im Scotland County, Missouri; † 15. November 1944 in Prescott, Yavapai County, Arizona) war ein US-amerikanischer Politiker. Zwischen 1922 und 1926 und nochmals von 1927 bis 1933 vertrat er den Bundesstaat Iowa im US-Senat.

## Werdegang
Smith Brookhart besuchte die öffentlichen Schulen seiner Heimat und in Bloomfield. Im Jahr 1889 absolvierte er das dortige Southern Iowa Normal and Scientific Institute. Danach war er fünf Jahre lang als Lehrer in Keosauqua tätig. Nach einem anschließenden Jurastudium und seiner im Jahr 1892 erfolgten Zulassung als Rechtsanwalt begann er in Washington in Iowa in seinem neuen Beruf zu arbeiten. Zwischen 1895 und 1901 war er Bezirksstaatsanwalt im dortigen Washington County. Während des Spanisch-Amerikanischen Kriegs von 1898 war er Leutnant in den amerikanischen Streitkräften. Anschließend praktizierte er wieder als Rechtsanwalt. Außerdem war er in der Landwirtschaft tätig. Politisch schloss er sich der Republikanischen Partei an. Im Jahr 1912 war er Vorsitzender des Republikanischen Parteitags (Republican State Convention) für Iowa. Während des Ersten Weltkriegs war er wieder in der United States Army aktiv. Dabei stieg er vom Major bis zum Oberstleutnant auf. Zwischen 1921 und 1925 war Brookhart Präsident der National Rifle Association, dem Verband der amerikanischen Waffenhersteller.
Im Jahr 1920 scheiterte er in den Vorwahlen seiner Partei bei seinem ersten Versuch in den US-Senat gewählt zu werden. Nach dem Rücktritt von US-Senator William Squire Kenyon wurde Charles A. Rawson am 24. Februar 1922 zu dessen Nachfolger ernannt. Er nahm diese Aufgabe kommissarisch wahr und trat bei der offiziellen Nachwahl nicht an. Diese Nachwahl konnte nun Brookhart für sich entscheiden. Dabei setzte er sich gegen den späteren Gouverneur Clyde L. Herring durch. Anschließend beendete Brookhart zwischen dem 8. November 1922 und dem 3. März 1925 die angebrochene Amtszeit im US-Senat. Im Jahr 1924 wurde er wiedergewählt. Daher konnte er auch nach dem 3. März 1925 im Senat verbleiben. Seine Amtszeit wäre eigentlich bis zum 3. März 1931 gelaufen. Allerdings gab es eine Wahlanfechtung der Wahlen von 1924 durch Daniel Frederick Steck, seinem damaligen Gegenkandidaten von der Demokratischen Partei. Nachdem diesem Einspruch stattgegeben wurde, musste Smith Brookhart sein Mandat als Class-2-Kategorie Senator am 12. April 1926 an Steck abtreten und aus dem Senat ausscheiden.
Bei den Wahlen des Jahres 1926 wurde Brookhart dann für den anderen Senatssitz des Staates Iowa (Class 3) erneut in den US-Senat gewählt, wo er am 3. März 1927 eine sechsjährige Amtszeit antrat. Im Jahr 1932 wurde er von seiner Partei nicht mehr zu Wiederwahl nominiert. Er kandidierte dann erfolglos als Unabhängiger Kandidat. Daher schied er am 4. März 1933 endgültig aus dem US-Senat aus. Er war ein Befürworter der Prohibition und widersetzte sich (erfolglos) der Aufhebung des 18. Zusatzartikel zur Verfassung der Vereinigten Staaten. Nach seinem Ausscheiden aus dem Kongress war er bis 1935 Berater der Bundesregierung für Außenhandel mit der damaligen Sowjetunion. Dabei setzte er sich für die politische Anerkennung dieses Staates ein. Danach kehrte er nach Iowa zurück, wo er im Jahr 1936 erfolglos in den Vorwahlen seiner Partei um seine Rückkehr in den US-Senat kandidierte. Danach praktizierte er bis 1943 wieder als Rechtsanwalt. Dann zog er aus gesundheitlichen Gründen nach Arizona, wo er am 15. November 1944 verstarb.